# Islam Hassan
Islam Hassan Mahmoud Ibrahim Eissa (auch Eslam Issa oder Eslam Eissa, arabisch إسلام عيسى, DMG Islām ʿĪsā, * 2. Juli 1988) ist ein ägyptischer Handballspieler. Der 1,86 m große mittlere Rückraumspieler spielt seit 2016 für den ägyptischen Erstligisten Al Ahly SC und steht zudem im Aufgebot der ägyptischen Nationalmannschaft.

## Karriere

### Verein
Islam Hassan spielte ab 2009 in der ersten ägyptischen Liga für den Al Ahly SC. Mit dem Verein aus der Hauptstadt Kairo gewann er 2012 die CAHB Champions League sowie 2013 die ägyptische Meisterschaft und den afrikanischen Pokal der Pokalsieger. 2013 wechselte der Spielmacher nach Tunesien zunächst zu Aigle sportif de Téboulba und anschließend zum Club Africain Tunis, mit dem er 2014 erneut die CAHB Champions League sowie 2015 die tunesische Meisterschaft, den tunesischen Pokal und den afrikanischen Supercup errang. Daraufhin gab er ein kurzes Gastspiel in Katar beim al-Gharafa Sports Club, bevor er wieder zu Al Ahly zurückkehrte. Seitdem gewann er 2017 und 2018 die Meisterschaft, 2019, 2020 und 2021 den Pokal, 2017 den afrikanischen Supercup, 2016 die CAHB Champions League sowie 2017, 2018 und 2021 den Pokal der Pokalsieger.

### Nationalmannschaft
Für die ägyptische Nationalmannschaft bestritt Islam Hassan bisher 194 Länderspiele, in denen er 127 Tore erzielte. Mit Ägypten gewann er die Mittelmeerspiele 2013 sowie die Afrikameisterschaft 2016; 2012 und 2014 errang er Bronze, 2018 Silber. Er stand zudem im Aufgebot für die Weltmeisterschaften 2011, 2013, 2015, 2017 und 2019. Außerdem nahm er an den Olympischen Spielen in Rio de Janeiro teil.

### Erfolge
- mit Al Ahly SC
  - 3× Ägyptischer Meister: 2013, 2017, 2018
  - 3× Ägyptischer Pokalsieger: 2019, 2020, 2021
  - 2× CAHB Champions League: 2012, 2016
  - 4× CAHB-Pokal der Pokalsieger: 2013, 2017, 2018, 2021
  - 2× CAHB-Supercupsieger: 2017, 2022

- mit Club Africain
  - 1× CAHB Champions League: 2014
  - 1× CAHB Supercupsieger: 2015
  - 1× Tunesischer Meister: 2015
  - 1× Tunesischer Pokalsieger: 2015

- mit der Nationalmannschaft
  - Olympische Spiele: 9. Platz 2016
  - Weltmeisterschaft: 8. Platz 2019
  - Afrikameisterschaft: Gold 2016, Silber 2018, Bronze 2012 und 2014
  - Mittelmeerspiele: Gold 2013